# José Garcia (football)
Pour les articles homonymes, voir José Garcia et Garcia.
José Garcia, né le 4 mai 1937 à Blagny (Ardennes) et mort le 29 octobre 2008 à Ormoy (Essonne), est un footballeur français.
Il est par ailleurs le père de Rudi Garcia,.

## Carrière
Il joue 85 matchs et marque deux buts en Division 2 avec Dunkerque entre 1966 et 1969.